# Fibrose mediastínica
A fibrose mediastínica é uma enfermidade pouco frequente que se caracteriza pela proliferação de tecido fibroso na região do mediastino. Existem formas focais e difusas, os sintomas são produzidos por compressão de estruturas adjacentes: esôfago, traqueia, nervo recorrente e veia cava superior, provocando neste último caso a síndrome da veia cava superior.